# Вельямінов-Зернов Володимир Володимирович
Вельямінов-Зернов Володимир Володимирович (31.10.1830 — 17.01.1904) — сходознавець, історик та філолог. Академік Петербурзької АН (1861). Народився в м. Санкт-Петербург, там же закінчив Олександрівський ліцей (1850), після чого служив у Азіатському департаменті МЗС.
Не раз перебував у відрядженнях в Оренбурзькій та інших губерніях Російської імперії і за кордоном з метою ознайомлення з тюркськими мовами, історією та побутом киргиз-кайсаків (казахів) та інших східних народів. Від 1857 — член, з 1861 — секретар Імператорського археологічного товариства. Член ради Російського географічного товариства (1864). Учасник Московського археологічного з'їзду (1869), міжнародних археологічних конгресів в Антверпені (1866 і 1867, Бельгія). 30 липня 1888 року призначений попечителем Київського навчального округу (до 1903). З 1889 — голова Київської археографічної комісії.
Основна проблематика наукових праць В.-З. — взаємовідносини Росії з країнами Середньої Азії, історія киргиз-кайсаків, Кокандського, Касимівського ханств і Кримського ханства, східна нумізматика. Здобув визнання як спеціаліст у галузі тюркських мов, до нього майже не досліджених, перекладач літературних й історичних творів. Автор джагатайсько-турецького словника — надзвичайно цінного джерела для вивчення історії узбецької мови часів узбецького поета та вченого А.Навої (1441—1501).
Помер у м. Київ.